# Ksylobiont

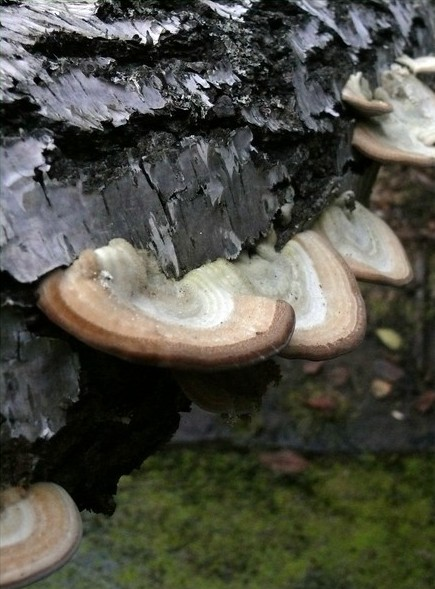
Wrośniak szorstki – ksylobiont typowy dla borów chrobotkowych

Ksylobiont – organizm, który do życia wymaga drewna. Organizmy wymagające bezwzględnie do życia martwego drewna to saproksylobionty, podczas gdy organizmy blisko z nim związane, ale luźniej, to saproksylofile. 
Ksylobionty żyją w drewnie lub na drewnie przez większość swojego życia. Jest to też siedlisko, w którym się rozmnażają. Mogą być związane z drewnem w każdym stadium jego rozkładu jako organizmy saproksyliczne.
Typowe ksylobionty należą do bezkręgowców (np. zgniotek cynobrowy, nadobnica alpejska) lub grzybów (np. płomiennica zimowa). Również wśród śluzowców ta grupa jest liczna.
Ksylobiontyczne grzyby określa się jako grzyby nadrzewne. Organizmy rosnące na powierzchni drewna określa się nazwą epiksylity. Organizmy rosnące wewnątrz drewna to organizmy endoksyliczne (wewnątrz kory z kolei rosną organizmy endofloedyczne, a na zewnątrz – epifityczne).
Ksylobionty pełnią ważną funkcję w rozkładzie drewna, biorąc udział w procesach glebotwórczych.
W Europie Środkowej ksylobionty są jednymi z najbardziej zagrożonych grup organizmów. Wiąże się to z małą w porównaniu z warunkami naturalnymi ilością martwego drewna we współczesnych lasach. W celu ich ochrony w lasach wydzielane są ostoje ksylobiontów.